# شیر کوهی آمریکای جنوبی
شیر کوهی آمریکای جنوبی (نام علمی: Puma concolor concolor) نام یک زیرگونه از شیر کوهی است.